# Bivacco Città di Gallarate
Il bivacco Città di Gallarate (3.960 m s.l.m.) è un bivacco che si trova pochi metri sotto la vetta dello Jägerhorn nel Massiccio del Monte Rosa.

## Storia
Il bivacco fu collocato in loco nel 1956 e fu rinnovato nel 2012. Si trova in un ambiente particolarmente isolato ed è punto di partenza per la salita alla Punta Nordend, attraverso la Cresta di Santa Caterina. La prima ascensione invernale fu compiuta il 18 marzo 1957 da sette uomini: tre guide alpine di Macugnaga, Giuseppe Oberto, Felice Jacchini e Gildo Burgener, e quattro scalatori, Nino Bertolini, Giosuè Cucchi, Tonino Galmarini e Andrea Scampini. Questi ultimi due erano soci del CAI di Gallarate. Partiti dal Bivacco Belloni alle ore 4 del mattino, giunsero in vetta alle ore 13. Il giorno seguente, affrontarono il ghiacciaio del Gornergrat, scendendo dal passo Jacchini, fino a Macugnaga. Nell'occasione, Andrea Scampini festeggiava il suo ventesimo compleanno sul Balcone del Rosa, il giorno 18 e Giuseppe Oberto il suo onomastico, il giorno 19.

## Accesso
L'accesso al bivacco è particolarmente impegnativo sia partendo da Macugnaga (versante italiano) sia partendo da Zermatt (versante svizzero).